# Franco Selvaggi

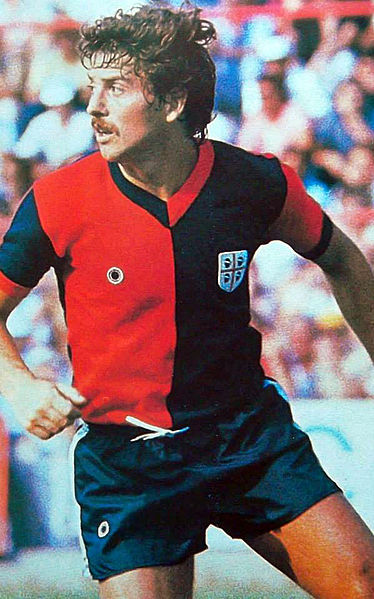
Franco Selvaggi

Franco Selvaggi (Pomarico, 15 mei 1953) is een voetbaltrainer en oud-voetballer. Tijdens het Wereldkampioenschap voetbal 1982 speelde hij voor het Italiaans voetbalelftal. Hiermee werd hij wereldkampioen.

## Carrière
In 1972 startte hij zijn carrière bij Ternana. Het seizoen erna speelde hij voor Rome. Na de winterstop keerde hij weer terug naar zijn oude club. Zijn hoogtepunt was het winnen van het WK Voetbal 1982 met Italië. Dat jaar speelde hij voor Torino FC. Verder speelde hij nog voor Taranto, Cagliari, Udinese Calcio, Internationale en Sambenedettese.

## Trainer
Zijn trainersloopbaan startte hij bij FC Catanzaro in 1992, gevolgd door Taranto in 1994 en Matera in 1996. Na een lange periode begon hij in 2002 voor FC Crotone. Nu traint hij geen club.

## Erelijst
Italië
- Wereldkampioen

Spanje 1982